# Neohaematopinus pallidus
Neohaematopinus pallidus är en insektsart som beskrevs av Johnson 1964. Neohaematopinus pallidus ingår i släktet Neohaematopinus och familjen ledlöss. Inga underarter finns listade i Catalogue of Life.